# Pierfrancesco Diliberto

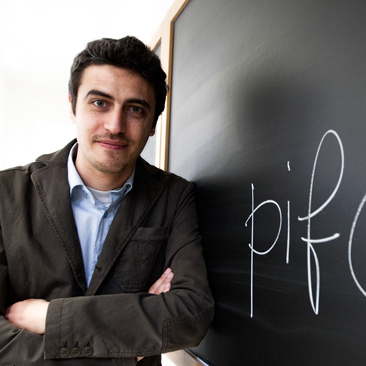
Pierfrancesco Diliberto, genannt Pif, April 2009

Pierfrancesco Diliberto (* 4. Juni 1972 in Palermo, Spitzname Pif, onomatopoetisch für Knall, der Knaller) ist ein sizilianischer Fernsehmoderator, Regisseur, Drehbuchautor und Schauspieler, der durch seine Arbeit auch politisch Einfluss ausübt.

## Leben und Arbeit
Als Sohn des Regisseurs Maurizio Diliberto begann Diliberto bereits als Zehnjähriger mit kleinen Filmrollen. Nach dem Abitur ging er nach England, wo er in London Kurse von Fernsehmoderatoren besuchte. Zurück in Italien arbeitete er 1998 als Regieassistent von Marco Tullio Giordana am Set des Films Hundert Schritte, in dem der Kampf gegen die Mafia im Leben eines italienischen Politikers geschildert wird. Der Film gewann mit fünf Auszeichnungen den David di Donatello und den Preis beim Filmfestival von Venedig 2000. Parallel begann Diliberto als Fernsehautor in Mailand bei der Firma Mediaset.
2001 startete er als Drehbuchautor bei der Satire- und Comedy-Serie Le Iene Show (Die Hyäne), die seit 1997 auf Italia 1 produziert wird. Im gleichen Jahr wurde er erst Autor, dann Berichterstatter der Comic-TV-Show Le Iene. Die Fernsehshow thematisierte typische Jugendaktivitäten in Norditalien und Sizilien. Diliberto besuchte im Norden Veranstaltungen der Lega Nord und berichtete im Süden über Ereignisse auf Sizilien. Seinen Spitznamen Pif erhielt er von Fernseh-Comedian Marco Berry im Laufe einer Sendung, während beide für den Musiksender MTV Italia beim MTV Day 2007 tätig waren.
2007 machte Diliberto sein erstes eigenes Fernsehformat, die Dokumentationsserie Il testimone, bei der Personen des täglichen Lebens, die sonst keine Stimme hatten, zu Wort kamen. Eine besondere Kameraführung vermittelte dem Zuschauer Eindringlichkeit und ungeschminktes, reales Leben. Ab 2011 erweiterte er sein Programm mit der Soapopera Un posto al sole (Ein Platz an der Sonne), um alltägliche Geschehnisse von bekannten Persönlichkeiten aus Fernsehen, Sport und Politik.
Neben dieser scheinbar leichten Unterhaltung widmet sich Diliberto immer wieder auch ernsten Themen. Im Mai 2012, zum 20. Todestag der berühmten Kämpfer gegen die Cosa Nostra, der beiden Juristen Giovanni Falcone und Paolo Borsellino, veröffentlichte er die Reportage „Sarà stata una fuga di gas“ in der Publikation Dove Eravamo. Vent’anni dopo Capaci e via D’Amelio. Im Oktober 2013 hielt er an der Stazione Leopolda in Florenz eine Rede während der Veranstaltung, bei der der Bürgermeister Matteo Renzi, unterstützt durch die Vizepräsidentin der italienischen Abgeordnetenkammer Rosy Bindi, die Aussagen des Präsidenten der parlamentarischen Anti-Mafia-Kommission Vladimiro Crisafulli angriff.
Im Jahr 2013 gab er sein Regiedebüt in dem Film La mafia uccide solo d’estate, in dem er als Drehbuchautor, Regisseur und Hauptdarsteller beteiligt ist. Der Film wurde bei Wildside produziert und in Palermo im Herbst des gleichen Jahres uraufgeführt. Im Oktober 2016 präsentierte er auf dem Film Festival von Rom seinen zweiten Film als Regisseur In guerra per amore.